# Martin Jiránek
Martin Jiránek (* 25. května 1979 Praha, Československo) je bývalý český fotbalový obránce a reprezentant. Na klubové úrovni působil mimo ČR v Itálii, Rusku a Anglii. Mistr Evropy hráčů do 21 let z roku 2002.

## Klubová kariéra

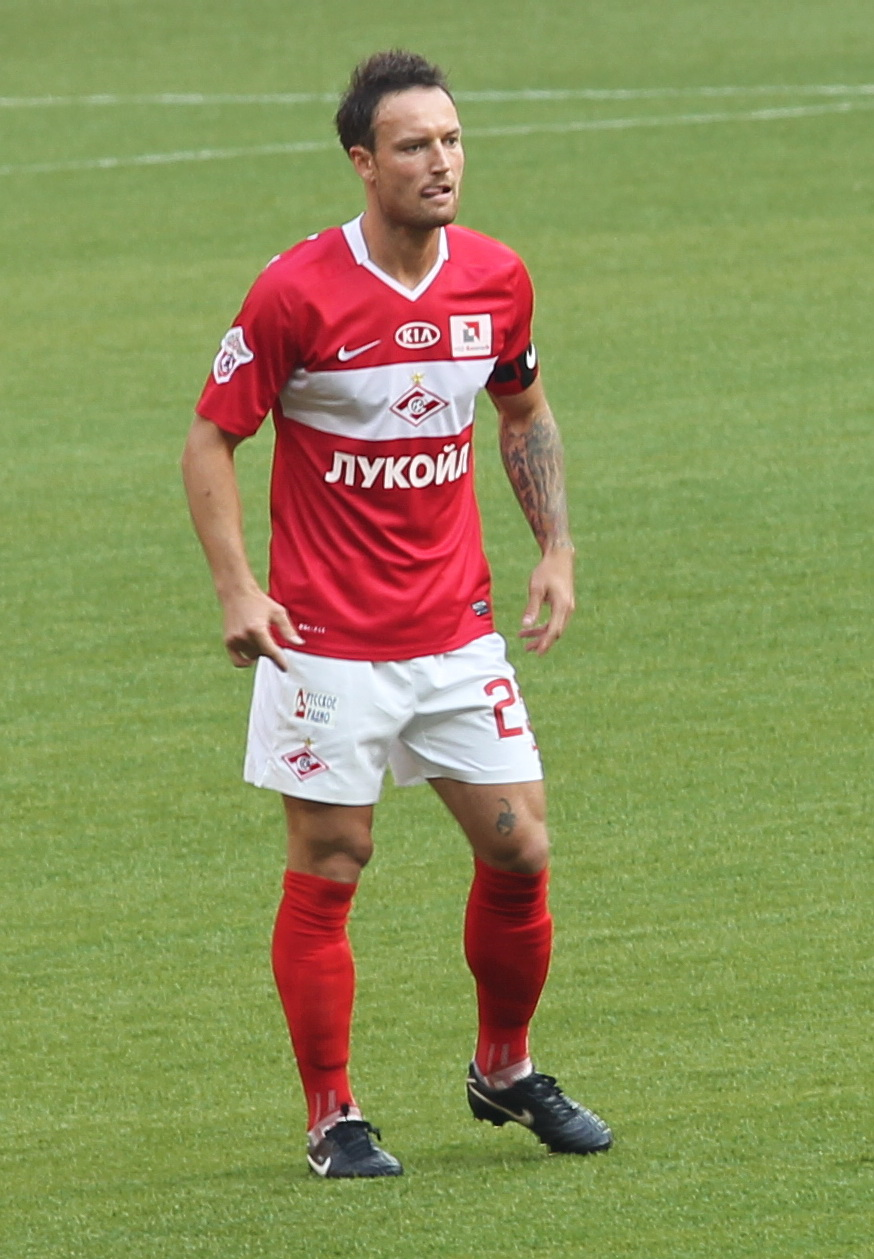
Martin Jiránek v dresu Spartaku Moskva.

Na začátku své kariéry hrál za české kluby Bohemians 1905, Tatran Poštorná a Slovan Liberec, odkud v lednu 2001 přestoupil do druholigového italského mužstva Reggina Calcio. Jeho posledním zápasem v české nejvyšší lize před odchodem do ciziny bylo střetnutí 16. října 2000 proti Baníku Ostrava.

### Reggina Calcio
Během svého působení v Reggině vybojoval s týmem postup do Serie A v sezóně 2001/02.

### Spartak Moskva
Ruský FK Spartak Moskva získal v roce 2004 českého hráče za 4,7 milionu £ z italské Regginy. Jiránek debutoval v zápase proti Lokomotivu Moskva. Ve Spartaku odehrál 6 let v základní sestavě, v sezóně 2009/2010 byl kapitánem týmu.
Jeho výborné výkony neunikly pozornosti velkých evropských klubů jako Liverpool FC, Juventus FC, FC Bayern Mnichov a Tottenham Hotspur FC.

### Birmingham City
31. srpna 2010 přestoupil do klubu z anglické Premier League Birmingham City, podepsal jednoroční smlouvu. V anglickém klubu debutoval v zápase ligového poháru proti Milton Keynes Dons, v němž Birmingham zvítězil 3:1. Poté, co se v prvním zápase semifinále ligového poháru proti West Ham United FC zranil Scott Dann, Martin Jiránek se stal členem základní sestavy. To platilo i ve finálovém zápase ligového poháru ve Wembley proti favorizovanému Arsenalu, který Birmingham City vyhrál 2:1. Zranění prstu jej vyřadilo ze hry před koncem sezóny a po jejím skončení (poté, co Birmingham City sestoupil z Premier League) Jiránek nepodepsal prodloužení smlouvy.

### Terek Groznyj
V červenci 2011 podepsal Jiránek dvouletý kontrakt s ruským klubem Terek Groznyj. V 10. ligovém kole 29. září 2012 proti domácímu mužstvu FK Kubáň Krasnodar se trefil do brány soupeře nádherným gólem z místa nedaleko středového kruhu. V 35. minutě utkání tak vyrovnal na 1:1, jeho gól však body nepřinesl, Terek nakonec prohrál 1:2. V červenci 2013 se s týmem rozloučil poté, co mu skončila smlouva. Celkem za ruský celek odehrál 51 soutěžních zápasů (47 ligových), ve kterých dal jednu branku.

### Tom Tomsk
Od roku 2013 do léta 2016 působil v jiném ruském klubu FK Tom Tomsk, kde plnil roli kapitána týmu. V sezóně 2015/16 pomohl Tomsku k postupu do ruské nejvyšší ligy.

### 1. FK Příbram
V srpnu 2016 se vrátil po 16 letech do české ligy, podepsal smlouvu s klubem 1. FK Příbram. Měl nahradit stopera Tomáše Zápotočného, který odešel do druholigového Baníku Ostrava. Za Příbram odehrál v sezóně 2016/17 21 ligových zápasů a vstřelil jednu branku. Se spoluhráči nedokázal odvrátit sestup Příbrami do druhé české ligy.

### FK Dukla Praha
V červenci 2017 přestoupil do Dukly Praha, kde podepsal roční smlouvu.

## Reprezentační kariéra

### U21
Martin Jiránek odehrál za českou reprezentaci do 21 let celkem 20 zápasů s bilancí 14 výher, 4 remízy a 2 prohry, přičemž vstřelil 4 góly. Ve všech 4 zápasech, ve kterých skóroval český národní tým zvítězil.

#### Mistrovství Evropy hráčů do 21 let 2002
Zúčastnil se i mistrovství Evropy hráčů do 21 let v roce 2002 ve Švýcarsku, kde česká reprezentační jedenadvacítka vyhrála svůj premiérový titul, když ve finále porazila Francii na pokutové kopy. První dva celky ze základních skupin postupovaly do semifinále.
V prvním zápase základní skupiny B 16. května prohrála česká reprezentace s Francií (prohra 0:2), trenér Miroslav Beránek nechal hrát Jiránka odehrát celé utkání. 19. května následoval zápas s Belgií, Jiránek odehrál opět celý zápas a v 19. minutě vstřelil jediný a rozhodující gól. Do posledního zápasu skupiny proti Řecku nezasáhl, zápas dospěl k remíze 1:1.
V semifinále 25. května narazilo české mládežnické družstvo na tým Itálie, který porazilo zlatým gólem na 3:2 Michala Pospíšila v 9. minutě prodloužení. Martin Jiránek odehrál celý zápas.
Ve finále 28. května se ČR opět střetla se svým soupeřem ze základní skupiny Francií. Tentokrát gól v řádné hrací době ani v prodloužení nepadl a musely rozhodnout pokutové kopy. V nich exceloval Petr Čech, jenž zlikvidoval 3 ze 4 pokusů soupeře a český tým slavil svůj první titul. Jiránka střídal již ve 33. minutě Radoslav Kováč. Zároveň to bylo poslední Jiránkovo vystoupení za reprezentační tým do 21 let.

### A-mužstvo
- První zápas v reprezentaci: 21. srpna 2002, Česko –Slovensko 4:1

Za českou seniorskou reprezentaci odehrál Jiránek celkem 31 zápasů s bilancí 21 výher, 5 remíz a 5 proher, gól nevstřelil.

#### EURO 2004

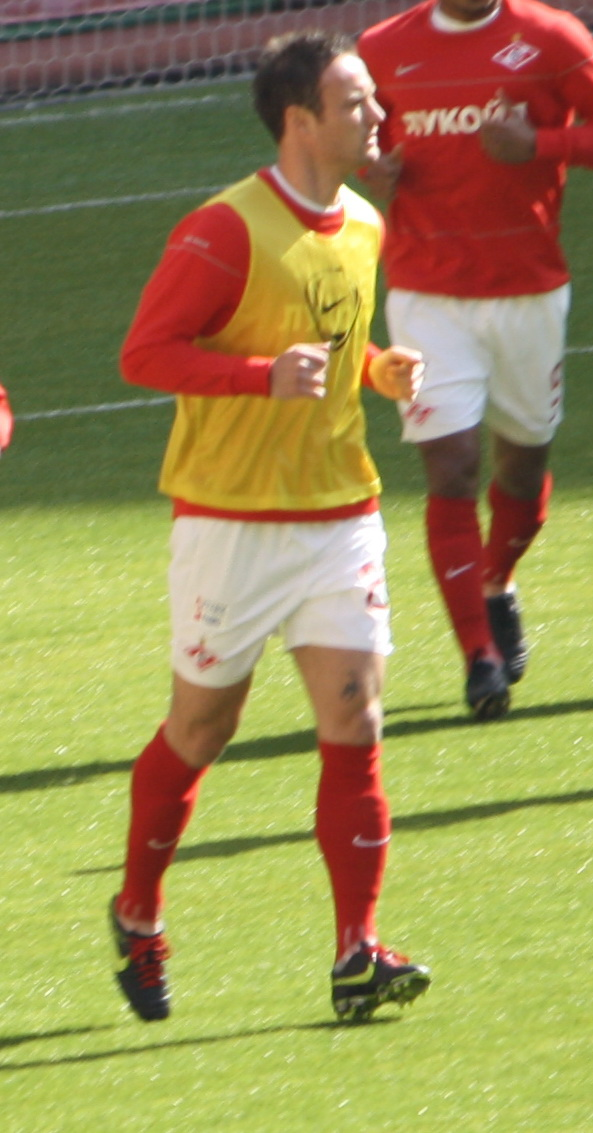
Martin Jiránek (2010)

Na evropském šampionátu 2004 v Portugalsku byl český tým nalosován do poměrně těžké skupiny s Německem, Nizozemskem a Lotyšskem. V prvním utkání 15. června 2004 proti Lotyšsku prohrávalo české mužstvo po gólu Mārise Verpakovskise 0:1, když se v 73. minutě u postranní čáry uvolnil Karel Poborský, přelstil dva lotyšské hráče a nasměroval do pokutového území centr, který lotyšský brankář Aleksandrs Koļinko vyboxoval pouze k Milanu Barošovi, jenž ho po zpracování napálil do sítě. Marek Heinz pak zajistil pro české barvy v 85. minutě vítězství 2:1. Martin Jiránek střídal v 87. minutě střelce prvního gólu Baroše, v té době bylo potřeba vyztužit obranu a udržet výsledek.
Druhý zápas nastoupila česká reprezentace 19. června 2004 na stadionu v Aveiru proti Nizozemsku. V památném utkání prohrávala v 19. minutě 0:2, ale dokázala otočit na 3:2 a jako jediná si zajistit postup do čtvrtfinále již ve druhém kole (napomohly tomu remízové zápasy ostatních soupeřů ve skupině), navíc z prvního místa. Martin Jiránek odehrál celé utkání.
V posledním vystoupení českého celku v základní skupině si trenér Karel Brückner mohl dovolit 9 změn v sestavě, ale Jiránek v základní sestavě nechyběl. Český tým porazil Německo 2:1 a vyhrál skupinu s plným počtem bodů (9).
Ve čtvrtfinále 27. června 2004 narazilo národní mužstvo na Dánsko, celek vyznávající rovněž ofenzivní hru. Deset minut před poločasem se Martin Jiránek zranil a do dalšího dění na šampionátu již nezasáhl. V zápase byl vystřídán Zdeňkem Grygerou, české mužstvo porazilo svého skandinávského soupeře přesvědčivě 3:0 a skončilo na šampionátu společně s Nizozemskem na 3. místě.

### Reprezentační góly a zápasy
Góly Martina Jiránka v české reprezentaci do 21 let
| Gól | Datum       | Stadion                        | Soupeř | Skóre (min.) | Výsledek | Soutěž                      |
| --- | ----------- | ------------------------------ | ------ | ------------ | -------- | --------------------------- |
| 010 | 28. 2. 2001 | Blšany                         | Polsko | 03:20 (74.)  | 4:2      | přátelské utkání            |
| 02  | 31. 8. 2001 | Grindavík, Island              | Island | 00:10 (74.)  | 0:1      | kvalifikace na ME „21“ 2002 |
| 03  | 04. 9. 2001 | Stadion u Nisy, Liberec, Česko | Malta  | 02:00 (40.)  | 3:0      | kvalifikace na ME „21“ 2002 |
| 04  | 19. 5. 2002 | Ženeva, Švýcarsko              | Belgie | 01:00 (19.)  | 1:0      | ME „21“ 2002                |

| Rok    | Zápasy | Góly |
| ------ | ------ | ---- |
| 2000   | 3      | 0    |
| 2001   | 12     | 3    |
| 2002   | 5      | 1    |
| Celkem | 20     | 4    |

| Rok    | Zápasy | Góly |
| ------ | ------ | ---- |
| 2002   | 3      | 0    |
| 2003   | 3      | 0    |
| 2004   | 10     | 0    |
| 2005   | 4      | 0    |
| 2006   | 8      | 0    |
| 2007   | 3      | 0    |
| 2009   | 0      | 0    |
| Celkem | 31     | 0    |

## Úspěchy

### Klubové
FC Slovan Liberec
- 1× vítěz Poháru ČMFS (1999/2000)

Birmingham City
- 1× vítěz Anglického ligového poháru (2011)

### Reprezentační
- 1× účast na ME „21“ (2002 - 1. místo)
- 1× účast na ME (2004 - 3. místo)